# Rolling Hills Estates
Rolling Hills Estates är en stad i Los Angeles County, Kalifornien, USA på norra delen Palos Verdes-halvön med gräns mot staden Torrance. 
Rolling Hills Estates utgörs mestadels av villaområden även om det finns några shoppingcentra (som  "Peninsula Center", "The Avenue of the Peninsula", "Town & Country Shopping Center", "The Village Shopping Center", "The Brickwalk Shopping Center" och "Silver Spur shops" ) vilka tillsammans utgör huvudparten av Palos Verdes-halvöns affärscentrum.   
Enligt United States Census Bureau har staden en areal på 9,3 km².

## Befolkning
Enligt folkräkningen år 2000 hade staden 7 676 invånare. 
Invånarna i Rolling Hills Estates identifierade sig själva (enligt United States Census Bureau) som: 73,91% "vita", 1,16% afroamerikaner, 20,28% asiater, 0,99% "av annan ras" OCH 3,26% "av två eller fler raser". Latinamerikaner "oavsett ras" var 4,77% av befolkningen.
Per capita-inkomst för Rolling Hills Estates var US$ 51849. Av stadens befolkning beräknades cirka 1,7% leva under fattigdomsgränsen (år 2004) jämfört med 13,1 % för hela USA och 13,3% för Kalifornien.